# (38660) 2000 OT48
2000 OT48 (asteroide 38660) é um asteroide da cintura principal. Possui uma excentricidade de 0.19423520 e uma inclinação de 14.07679º.
Este asteroide foi descoberto no dia 31 de julho de 2000 por LINEAR em Socorro.